# Hemiblossia rubropurpurea
Hemiblossia rubropurpurea är en spindeldjursart som beskrevs av Lawrence 1955. Hemiblossia rubropurpurea ingår i släktet Hemiblossia och familjen Daesiidae. Inga underarter finns listade i Catalogue of Life.